# جورج دبليو. كلارك
جورج دبليو. كلارك (بالإنجليزية: George W. Clarke) هو سياسي أمريكي، ولد في 22 يونيو 1906 في بيري في الولايات المتحدة، وتوفي في 25 يونيو 2006 في بالفيو في الولايات المتحدة. حزبياً، نشط في الحزب الجمهوري. وقد انتخب عضو مجلس نواب واشنطن.